# Cochliobolus intermedius
Cochliobolus intermedius är en svampart som beskrevs av R.R. Nelson 1961. Cochliobolus intermedius ingår i släktet Cochliobolus och familjen Pleosporaceae.   Inga underarter finns listade i Catalogue of Life.